# A NUDE
『A NUDE』（エー ヌード）は、山下智久の3枚目のオリジナルアルバム。2013年9月11日にワーナーミュージック・ジャパンから発売された。

## 概要
前作から約1年ぶりのリリースとなるオリジナルアルバム。販売形態は初回限定盤A、B、通常盤、山下智久SHOP限定盤の4種でのリリースで、初回限定盤Aには「原始的じゃナイト 〜アナログ ラブ〜」のPVとメイキングが、山下智久SHOP限定盤には「怪･セラ･セラ」のドラマファンミーティングの模様が収録されている。
アルバムのテーマは「Autumn=秋のヌード」。「A」には「Autumn」のA、関西弁の「ええ」、「Analog」のAといったさまざまな意味を持つ。同年7月31日に発売された「SUMMER NUDE '13」は収録されていない。
特典は、初回限定盤BがA NUDE特製シースルーバック付きスペシャル・パッケージ、山下智久SHOP限定盤がLPサイズジャケット仕様となっている。

## 収録曲

### CD
※シングル曲の解説はそのページを参照。
1. SING FOR YOU
作詞・作曲・編曲：STY
2. 怪・セラ・セラ
作詞：大胡田なつき・成田ハネダ、作曲：成田ハネダ、編曲：パスピエ
  - 7thシングル
3. あの虹の向こうまで
作詞・作曲・編曲：森大輔
4. 君の風になって
作詞：RYOJI、作曲：RYOJI・守尾崇、編曲：守尾崇
5. パレード
作詞：前山田健一、作曲：Nakajin(SEKAI NO OWARI)、編曲：前山田健一
6. EVERYBODY UP
作詞：AI・ Ryan Hirt、作曲：AI・Ryan Hirt・ Platinum Brothers、編曲：Platinum Brothers・ 鈴木“Daichi”秀行
7. 原始的じゃナイト 〜アナログ ラブ〜
作詞：和田唱、作曲：久保田利伸、編曲：大沢伸一
  - 本作のリードトラック

後にベストアルバム「YAMA-P」にも収録された。
8. NEXTACTION feat. 藤ヶ谷太輔（Kis-My-Ft2）
作詞：Kenn Kato・ Kenji Kabashima、作曲：原一博、編曲：corin.
9. PAri-PArA
作詞・作曲：The MONSTERS、編曲：Jeff Miyahara
10. MAGIC
作詞：Blaise, Maynard, tax、作曲：Blaise, Maynard、編曲：☆Taku Takahashi
MONKEY MAJIKのBlaise、Maynard、taxが楽曲提供。
11. Stand Alone
作詞：MIYAVI・嶋津央　作曲・編曲：MIYAVI・THE LOWBROWS
MIYAVIがギターとして参加。
12. 蜃気楼
作詞・作曲：Rake、編曲：小松秀行
Rakeがギター・コーラスとして参加。
13. 夏のオリオン
作詞：山下智久, Kenn Kato　作曲：山下智久　編曲：POCHI
通常盤のみ収録。

### DVD

#### 初回限定盤A
1. 原始的じゃナイト 〜アナログ ラブ〜（Music Video）
2. 原始的じゃナイト 〜アナログ ラブ〜（Making Movie）

#### 山下智久SHOP限定盤
1. 怪･セラ･セラ -ドラマファンミーティング-

## チャート
| チャート（2013年）                        | 最高位 |
| ----------------------------------------- | ------ |
| オリコン                                  | 2      |
| Billboard JAPAN Top Albums                | 4      |
| サウンドスキャン（初回限定盤A）（CD+DVD） | 4      |